# Paraprenanthes
Paraprenanthes es un género de plantas herbáceas perteneciente a la familia de las asteráceas. Es originario de las regiones templadas de Asia. Comprende 19 especies descritas y de estas, solo 15  aceptadas.

## Taxonomía
El género fue descrito por C.C.Chang ex C.Shih y publicado en Acta Phytotaxonomica Sinica 26(6): 418. 1988.

## Especies
1. Paraprenanthes auriculiformis C. Shih in Acta Phytotax. Sin. 26: 421. 1988
2. Paraprenanthes glandulosissima (C. C. Chang) C. Shih, Fl. Reipubl. Popularis Sin. 80(1): 182. 1997
3. Paraprenanthes gracilipes C.Shih in Acta Phytotax. Sin. 33: 194. 1995
4. Paraprenanthes hastata C. Shih in Acta Phytotax. Sin. 33: 192. 1995
5. Paraprenanthes heptantha C. Shih & D.J.Liou in Acta Phytotax. Sin. 26: 423. 1988
6. Paraprenanthes longiloba Y.Ling & C. Shih in Acta Phytotax. Sin. 26: 421. 1988
7. Paraprenanthes luchunensis C. Shih in Acta Phytotax. Sin. 33: 194. 1995
8. Paraprenanthes meridionalis (C. Shih) Sennikov in Bot. Žurn. 82(5): 111. 1997
9. Paraprenanthes multiformis C. Shih in Acta Phytotax. Sin. 26: 420. 1988
10. Paraprenanthes pilipes (Migo) C. Shih in Acta Phytotax. Sin. 26: 424. 1988
11. Paraprenanthes polypodiifolia (Franch.) C. Shih, Fl. Reipubl. Popularis Sin. 80(1): 181. 1997
12. Paraprenanthes prenanthoides (Hemsl.) C. Shih in Acta Phytotax. Sin. 26: 423. 1988
13. Paraprenanthes sagittiformis C. Shih in Acta Phytotax. Sin. 26: 420. 1988
14. Paraprenanthes sororia (Miq.) C. Shih in Acta Phytotax. Sin. 26: 422. 1988
15. Paraprenanthes sylvicola C. Shih in Acta Phytotax. Sin. 26: 419. 1988
16. Paraprenanthes thirionnii (H.Lév.) C. Shih in Acta Phytotax. Sin. 26: 24. 1988
17. Paraprenanthes umbrosa (Dunn) Sennikov in Bot. Žurn. 82(5): 111. 1997
18. Paraprenanthes yunnanensis (Franch.) C. Shih in Acta Phytotax. Sin. 26: 421. 1988